# 聂拉木悬钩子
聂拉木悬钩子（学名：Rubus nyalamensis）为蔷薇科悬钩子属的植物，是中国的特有植物。分布在中国大陆的西藏等地，生长于海拔2,000米至3,000米的地区，一般生于林下、生山坡草地以及水边，目前尚未由人工引种栽培。